# Evolve (album)
Pour les articles homonymes, voir Evolve (homonymie).
Vidéos par Coldrain
Three Days of Adrenaline
(2011)
Evolve est le deuxième DVD live du groupe de rock japonais Coldrain. Le Blu-ray contient la phase de création de l'album The Revelation. Le générique de fin du DVD / Blu-ray est le morceau "Believe" tiré du deuxième maxi-single, 8AM.

## Liste des titres

### CD
| No  | Titre              | Durée |
| --- | ------------------ | ----- |
| 1.  | Behind the Curtain |       |
| 2.  | Time Bomb          |       |
| 3.  | Rescue Me          |       |
| 4.  | Die Tomorrow       |       |
| 5.  | Given Up on You    |       |
| 6.  | No Escape          |       |
| 7.  | Voiceless          |       |
| 8.  | Confession         |       |
| 9.  | Next to You        |       |
| 10. | 24-7               |       |
| 11. | Six Feet Under     |       |
| 12. | The War Is On      |       |
| 13. | To Be Alive        |       |
| 14. | The Revelation     |       |

### DVD et Blu-ray
| No  | Titre              | Durée |
| --- | ------------------ | ----- |
| 1.  | Behind the Curtain |       |
| 2.  | Time Bomb          |       |
| 3.  | Rescue Me          |       |
| 4.  | Die Tomorrow       |       |
| 5.  | Persona            |       |
| 6.  | Given Up on You    |       |
| 7.  | No Escape          |       |
| 8.  | Voiceless          |       |
| 9.  | We're Not Alone    |       |
| 10. | Confession         |       |
| 11. | Next to You        |       |
| 12. | Never Look Away    |       |
| 13. | 24-7               |       |
| 14. | Six Feet Under     |       |
| 15. | Miss You           |       |
| 16. | Carry On           |       |
| 17. | The War Is On      |       |
| 18. | Inside of Me       |       |
| 19. | To Be Alive        |       |
| 20. | The Maze           |       |
| 21. | The Revelation     |       |
| 22. | Fiction            |       |
| 23. | Adrenaline         |       |
| 24. | Final Destination  |       |

Contenu additionnel (Blu-ray)
| No  | Titre                                   | Durée |
| --- | --------------------------------------- | ----- |
| 25. | The Making of the New Record: Episode 1 |       |
| 26. | The Making of the New Record: Episode 2 |       |